# Warburg
Warburg (in basso tedesco Waberich) è una città di 22 953 abitanti della Renania Settentrionale-Vestfalia, in Germania.
Appartiene al distretto governativo (Regierungsbezirk) di Detmold ed al circondario (Kreis) di Höxter (targa HX).

## Amministrazione

### Gemellaggi
Warburg intrattiene rapporti di gemellaggio e rapporti di amicizia con:
- Prochowice, dal 1997
- Ledegem, dal 1998

### Rapporti d'amicizia (Städtefreundschaft)
- Falkenberg/Elster, dal 1991
- Luckau, dal 1992
- Walchsee, dal 1992